# Nível de serviço (transporte)
Nível de serviço (NS) é uma medida qualitativa das condições operacionais de uma via ou interseção, considerando fatores como velocidade média, densidade, razão volume/capacidade, tempo de percurso, interrupções de trânsito e tempos de espera. Essa medida é usada no planejamento e operação de vias urbanas e rodovias rurais, além de sistemas de resgate e emergência.

## Brasil

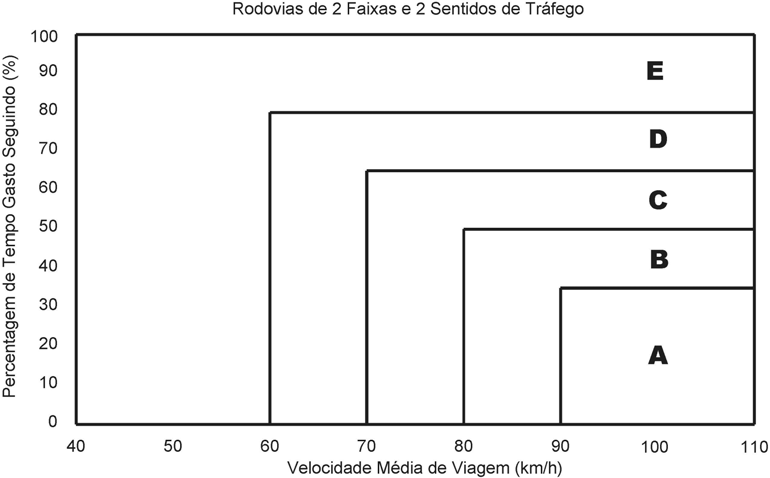
Critério para atribuir o nível de serviço a rodovias classe I

No Brasil, são definidos os seguintes níveis de serviço para rodovias rurais, equivalentes aos definidos nos Estados Unidos:
AFluxo livre. Velocidade elevada conforme a vontade dos motoristas e alta liberdade de manobra. Eventuais interferências do fluxo são absorvidas facilmente.
BFluxo razoavelmente livre. Velocidade ligeiramente reduzida e liberdade de manobra um pouco menor.
CFluxo estável. Velocidade satisfatória e manobras na corrente de tráfego mais restritas por outros veículos. Pequenas interferências podem provocar a formação de filas.
DFluxo próximo à instabilidade. Velocidade reduzida conforme as flutuações do volume de tráfego e pouca liberdade de manobra. Pequenos distúrbios causam ondas de choque na corrente de tráfego.
EFluxo instável. A velocidade média varia de forma imprevisível e quase não há manobras de ultrapassagem. Eventuais distúrbios resultam em formação de filas. Operação próxima à capacidade.
FFluxo forçado ou em colapso. A demanda excede a capacidade da via, resultando em congestionamentos. A operação nas filas é altamente instável, com paradas frequentes de curta duração.
O nível de serviço D é considerado aceitável, embora seja aconselhável o nível C ou superior. Também é importante que o nível de serviço nos entrecruzamentos seja compatível com o da rodovia, onde ele depende do comprimento, número de faixas e volumes das correntes que se entrecruzam.
Em vias arteriais urbanas, o nível de serviço é instável e tende a se deteriorar inesperadamente. Por isso, o nível de serviço em cada trecho dessas vias é definido pela velocidade média de viagem observada nele.
Para rotatórias, os níveis de serviço são determinados principalmente pelos tempos médios de espera da seguinte forma:
| NS | Tempo médio de espera (segundos) |
| -- | -------------------------------- |
| A  | ≤ 10                             |
| B  | ≤ 20                             |
| C  | ≤ 30                             |
| D  | ≤ 45                             |
| E  | > 45                             |
| F  | Além da capacidade               |

A medida de nível de serviço também pode ser aplicada a pedestres e ciclistas. Essa prática é compreendida pelo conceito de nível de serviço multimodal.

### Condições ideais
O nível de serviço é medido com base em condições ideais de fluxo ininterrupto que desconsideram condições climáticas e qualidade dos pavimentos, vistas como adequadas por não apresentarem impedimento ao tráfego. Essas condições são consideradas ideais porque, sob elas, nenhum melhoramento aumentaria a capacidade da rodovia. Elas podem ser ajustadas a condições locais. As condições ideais são as seguintes: terreno plano, largura das faixas de tráfego de 3,6 m, somente veículos de passeio na corrente de tráfego, e ainda:
- Em rodovias: ausência de impedimentos ao tráfego de passagem nas interseções, ausência de trechos com ultrapassagem proibida em rodovias de pista simples, afastamento lateral de 1,8 m de obstáculos fixos das bordas das faixas de tráfego, e velocidade de fluxo livre de 90 km/h em rodovias de pista simples com duas faixas e 100 km/h em rodovias multifaixas.
- Em interseções: ausência de pedestres, localização fora de uma área comercial, proibição de estacionamento nas aproximações, ausência de pontos de ônibus sem faixa exclusiva.

## Reino Unido
Embora a metodologia americana seja usada e citada esporadicamente nos manuais do Reino Unido, a medida do nível de serviço é mais adequada às rodovias americanas do que às europeias e britânicas. As vias urbanas e rurais no Reino Unido geralmente são mais movimentadas que nos Estados Unidos, e é aceitável que operem a 85% da capacidade, o que corresponde aos níveis de serviço C e D. Assim, os níveis de serviço tendem a ser mais elevados. Às vezes, adota-se informalmente uma escala reduzida de A a D.[carece de fontes?]